# Улица Павстоса Бузанда (Ереван)
Улица Павстоса Бузанда (арм. Փավստոս Բուզանդի փողոց) — улица Еревана, в центральном районе Кентрон. Проходит параллельно улице Арама как одна из границ ереванского Вернисажа (самый большой блошиный рынок города) от улицы Ханджяна до Проспекта Месропа Маштоца.

## Название
Первоначальное название Бебутовская, по имени Василия Бебутова (1791—1858), российского наместника, управляющего Армянской областью в течение восьми лет (1830—1838). Неоднократно меняла названия, в XX веке была переименована в улицу Симона Заваряна (1866—1913), одного из основателей партии Дашнакцутюн. В феврале 1921 года, когда Красная Армия вошла в Ереван, улица переименовывается в честь основателя большевистского комитета Карабахской области Рубена Рубенова (1894 — 27 ноября 1937), бюст которого был установлен на углу улицы Астафяна. А вскоре после этого улица была переименована в честь председателя Всероссийского центрального исполнительного комитета, советского революционного деятеля Якова Свердлова. Современное название в честь армянского историка V века Павстоса (Фавстоса) Бузанда.
В прошлом улица продолжалась до улицы Сарьяна, но в 2014 году часть улицы была переименована в память Карена Демирчяна.

## История
Строительство улицы началось в 30-х годах XIX века по генеральному плану Еревана возле туннелей, ведущих к нынешней Детской железной дороге. Проходила в местности Ханбах, через располагавшиеся здесь ханские сады.
На плане 1906—1911 годов улица имела длину около километра и ширину около 10 м.
В 1930-е годы улица стала застраиваться согласно принятом плану реконструкции Еревана, разработанному А. Таманяном. В частности был возведён Дом правительства Армянской ССР.
В 2000-е годы на улице было возведено несколько крупных жилых и торгово-общественных комплексов по проектам архитектора Нарека Саргсяна. В результате строительства были полностью снесены исторические здания на улице. Однако восстановление исторических зданий является частью программы «Старый Ереван».

## Известные жители

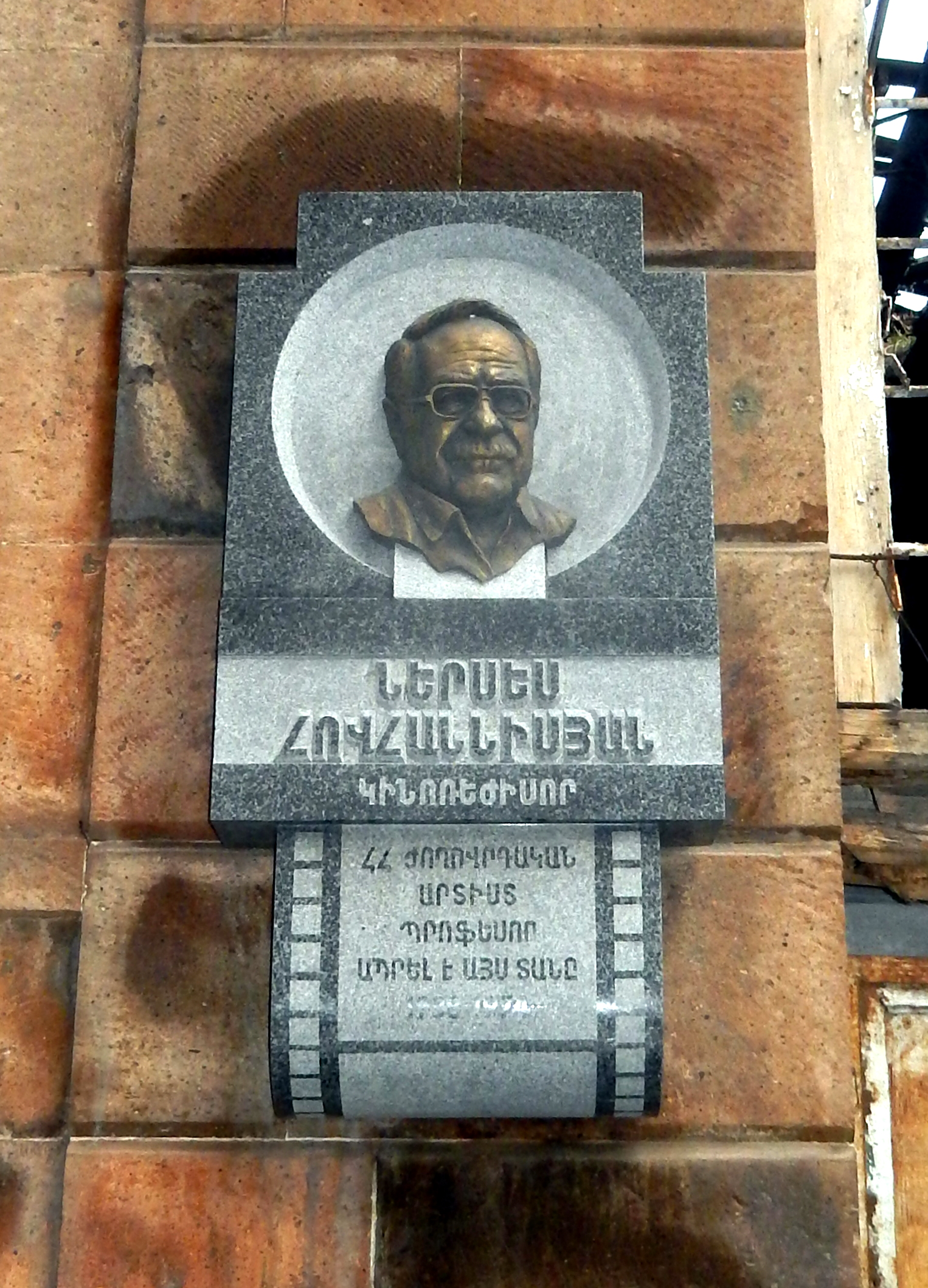
мемориальная доска Нерсесу Оганесяну

д. 30 — кинорежиссёр Нерсес Ованесян (мемориальная доска)

## Достопримечательности

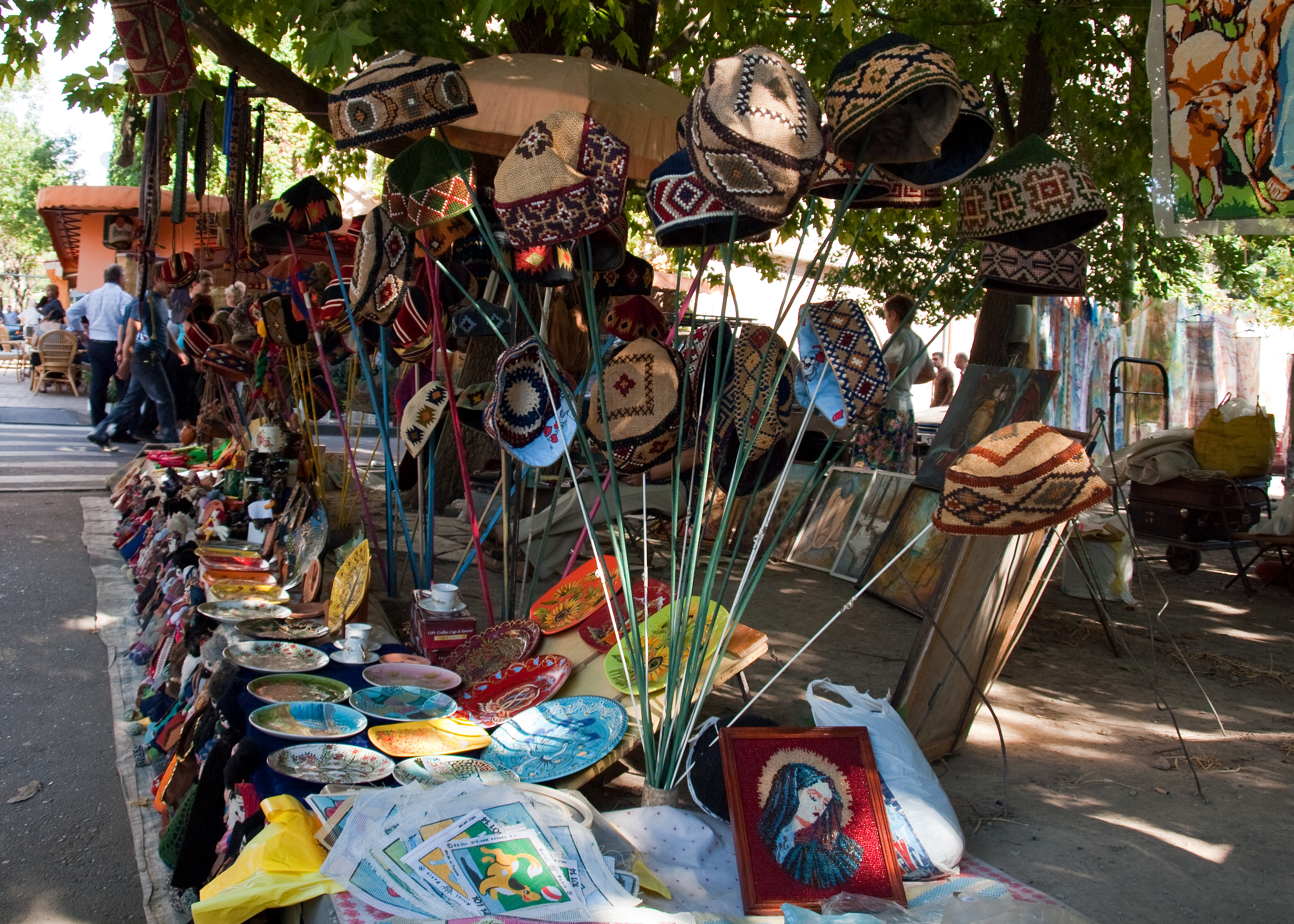
Вернисаж

Ереванский «Вернисаж»